# Bohdanka
Bohdanka je rozhledna, která se nachází severovýchodně obce Bohdaneč na Kutnohorsku v nadmořské výšce 498 m. Kóta patří geomorfologicky Třebětínské pahorkatině, západní části Světelské pahorkatiny. 

## Historie rozhledny
Rozhledna byla vybudována v rámci projektu "Rozhlédni se okolo Bohdanče" (společně s dvěma naučnými stezkami). Netradiční dílo z dřevěné kulatiny s kovovými spoji je společnou prací ČVUT Praha a VUT Brno, stavbu provedla v období podzim 2010 – duben 2011 společnost PSK a.s. Zlín. Z celkových nákladů 18,3 mil. korun obec investovala 1,3 mil. korun, dále to byla dotace z ROP Středočeského kraje 16,9 mil. korun (z toho 15,5 mil. z EU). Věž se základnou 8 m je svoji výškou 52,2 m je nejvyšší svého druhu v ČR i v Evropě. Má dvě vyhlídkové plošiny, odpočinkovou ve výšce 22,5 m a výhledovou ve výšce 42 m, na kterou vede 216 schodů. Slavnostní otevření proběhlo 14. května 2011.

## Přístup
Autem ze silnice Bohdaneč – Třebětín u rybníka odbočit na Řeplice, na konci sadu odbočit na polní cestu, odtud asi 200 m pěšky. Nejbližší železniční stanice je Hodkov, vzdálená asi 9 km. Vstup je zpoplatněn, rozhledna je otevřena od dubna do listopadu.
Od roku 2022 je rozhledna z důvodu havarijního stavu do odvolání uzavřena.

## Výhled
Krom výhledu na okolí obce Bohdaneč má být za pěkného počasí vidět na Říp, Krkonoše a jižní Čechy. 

## Další fotografie

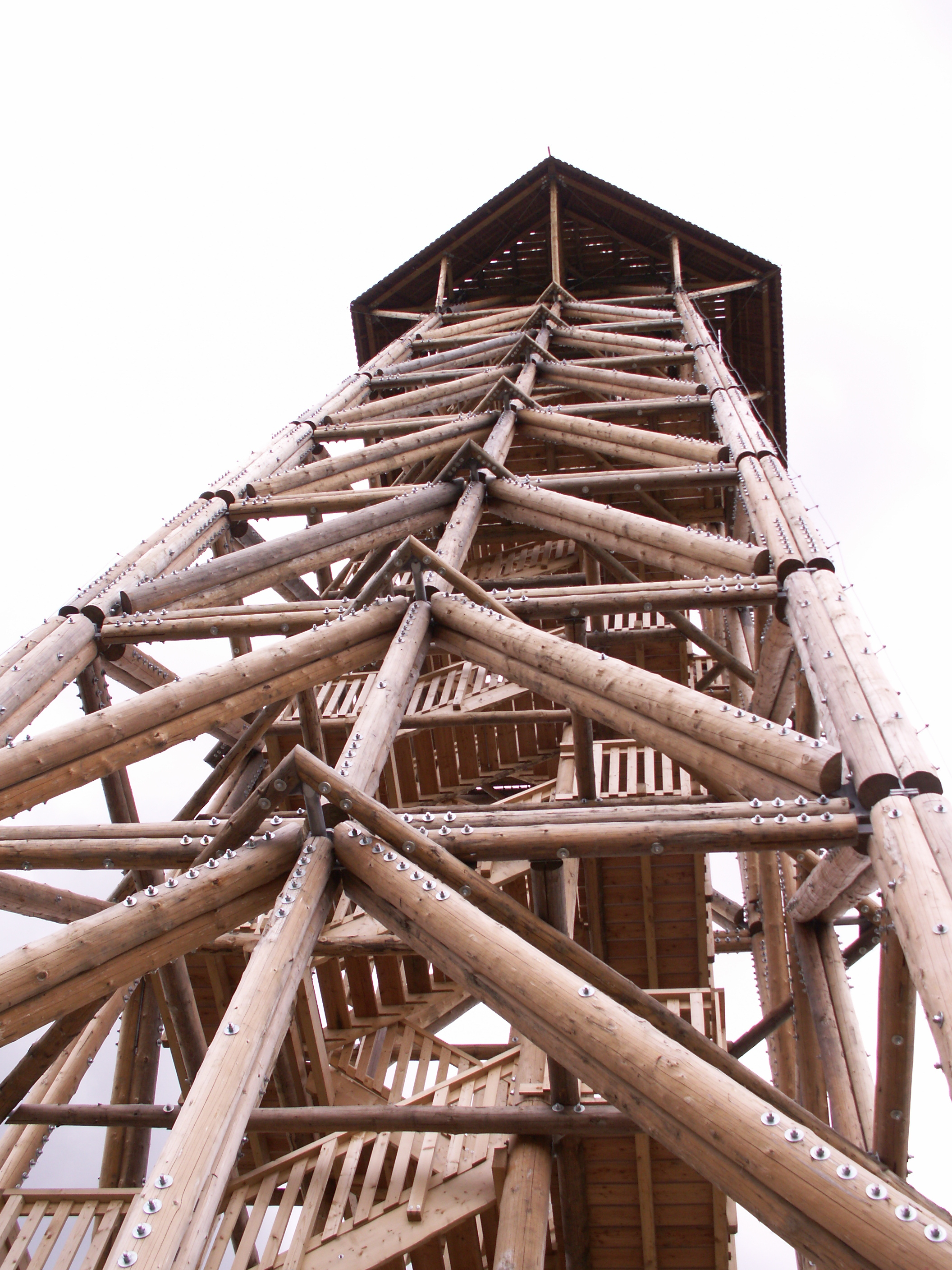
Detail konstrukce
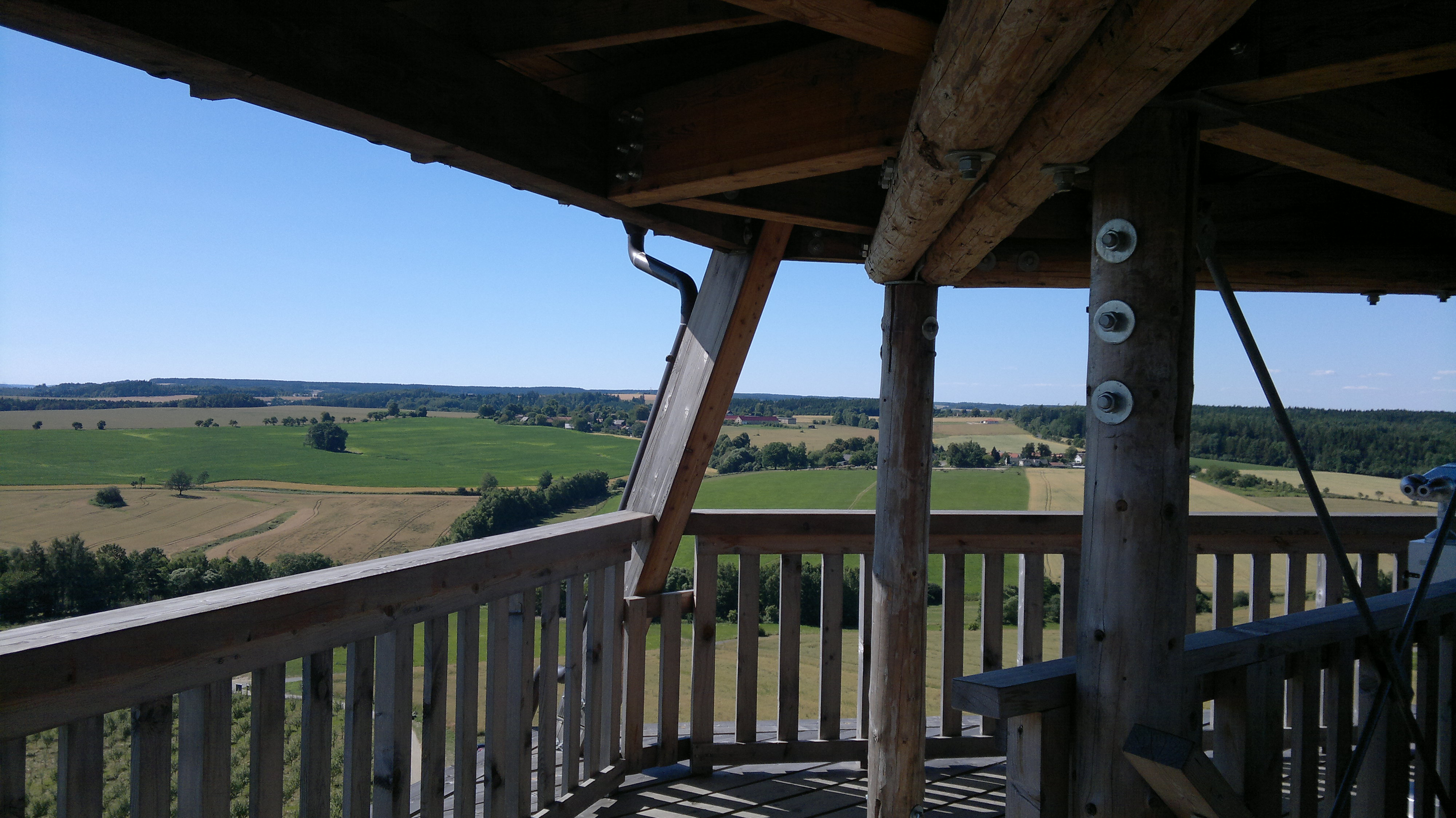
Výhledová plošina
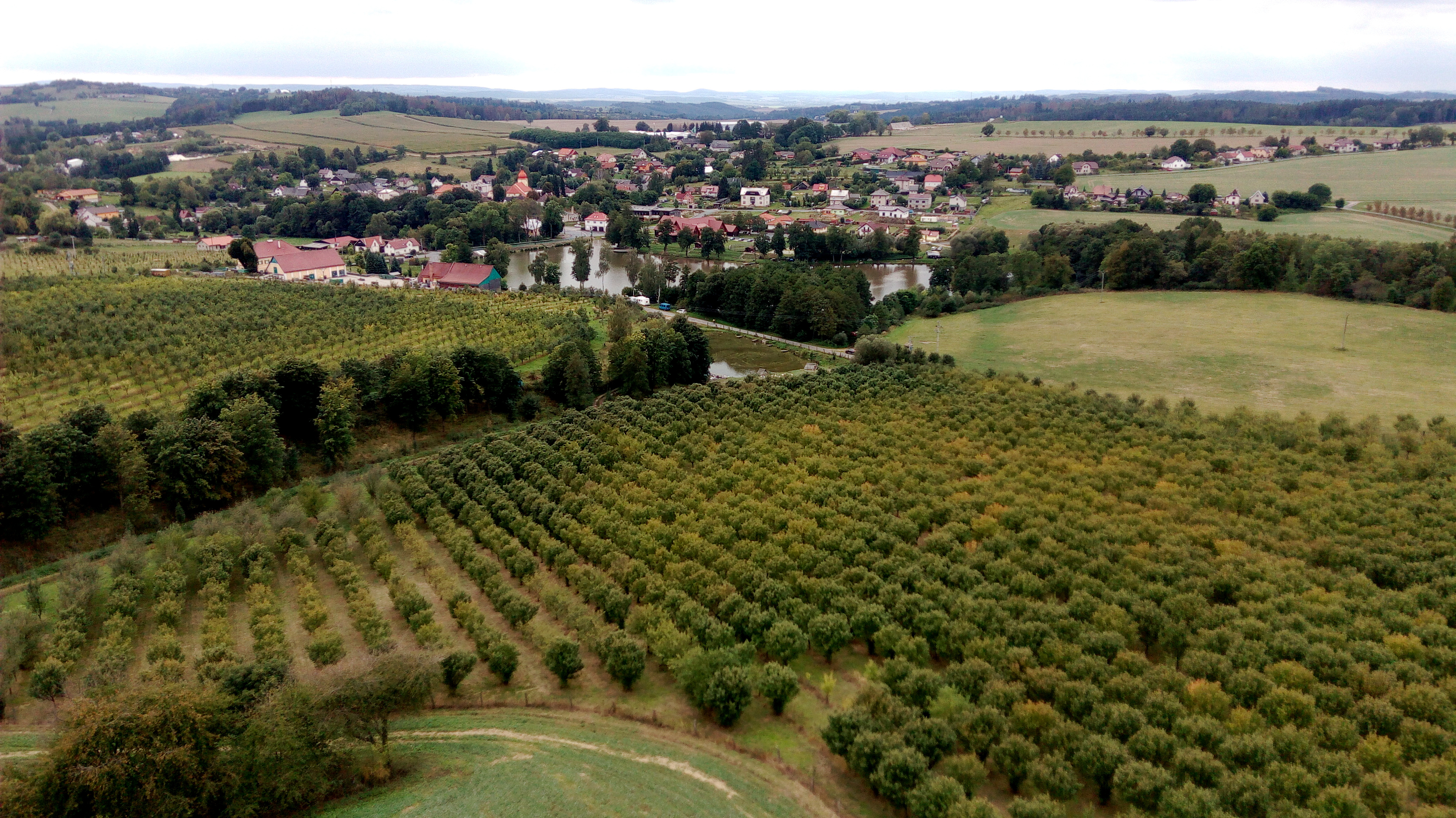
Pohled k Bohdanči
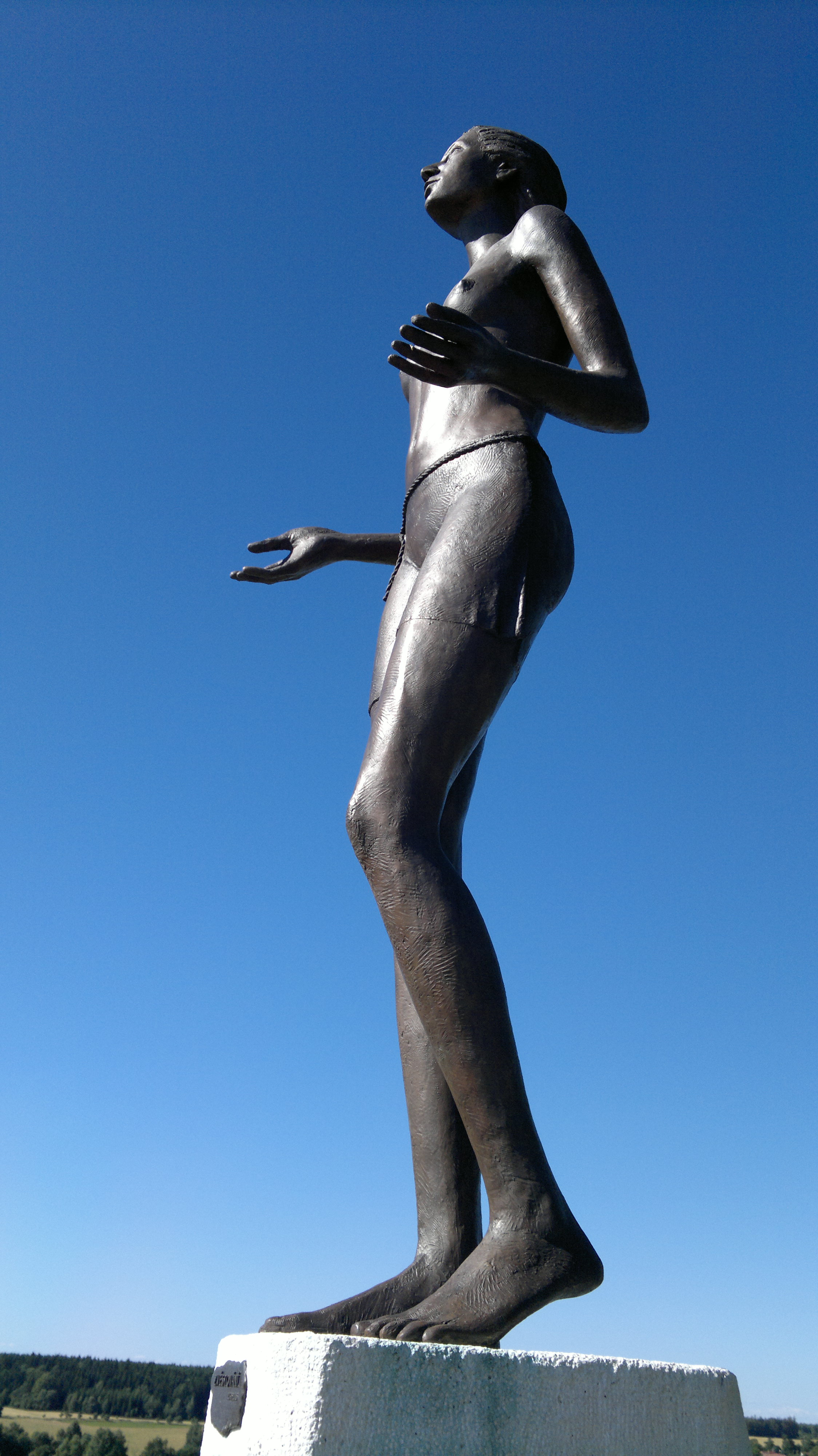
Socha Zvěstování Panny Marie u rozhledny